# Kleinenbroicher Straße 5 (Mönchengladbach)

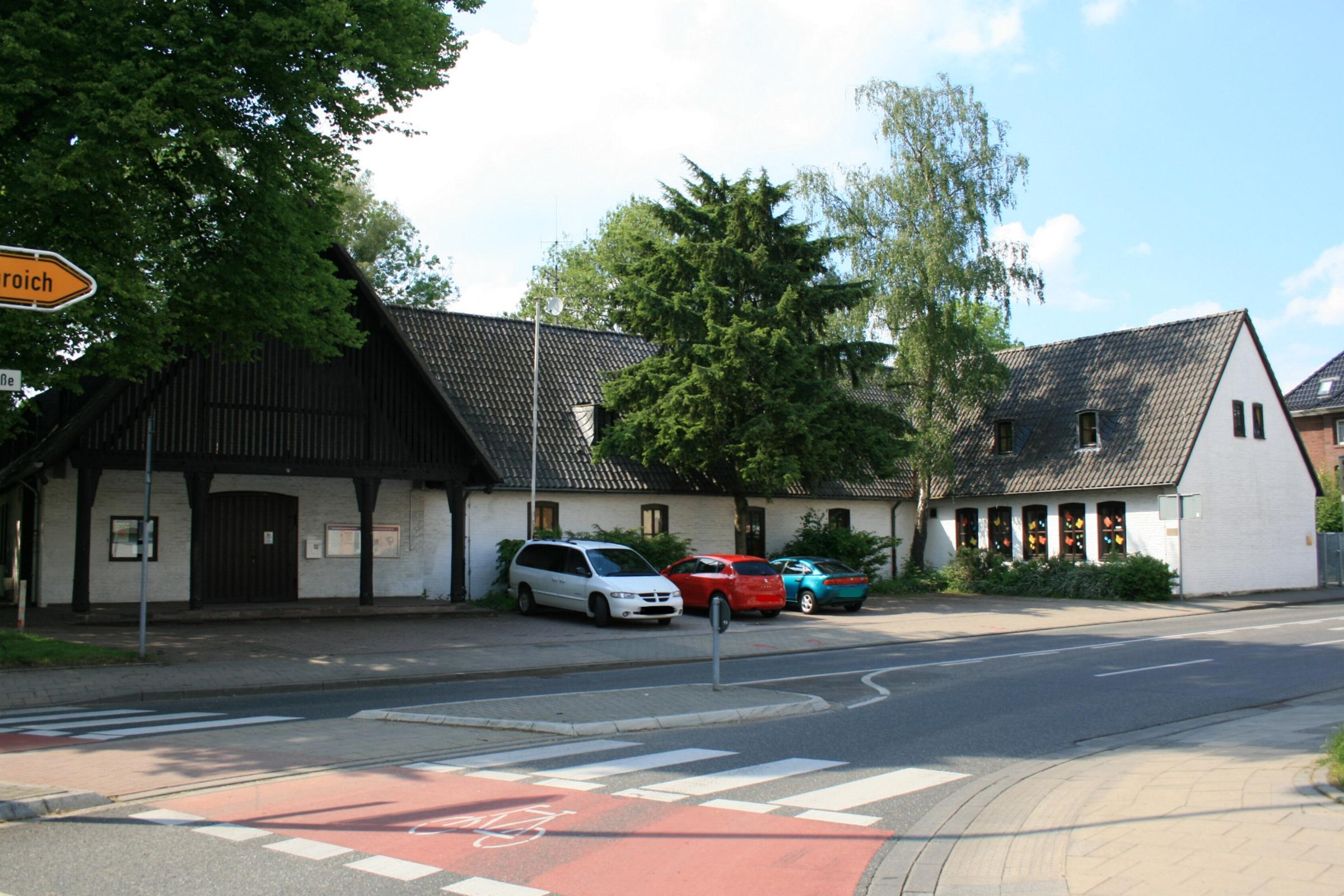
Jugendheim mit Turnhalle (2010)

Das Jugendheim mit Turnhalle Kleinenbroicher Straße 5 steht im Stadtteil Giesenkirchen in Mönchengladbach (Nordrhein-Westfalen).
Das Gebäude wurde 1938 erbaut. Es wurde unter Nr. K 078 am 4. November 1993 in die Denkmalliste der Stadt Mönchengladbach eingetragen.

## Lage
Das Objekt liegt in unmittelbarer Nähe des Ortsmittelpunktes von Giesenkirchen auf den früheren Friedhofsgelände zwischen Kleinenbroich und der Dominikus-Vraetz-Straße.

## Architektur
Der Gebäudekomplex von einem bzw. zwei Geschossen ist in geschlämmten Backstein errichtet und steht unter steil ausgebildeten Satteldächern mit Gauben bzw. Walmdach.